# 伍德兰帕克 (科罗拉多州)
伍德兰帕克（英語：Woodland Park），是美国科罗拉多州特勒县下属的一座城市。建市于1891年6月6日，面积大约为6.532平方英里（16.917平方公里）。根据2010年美国人口普查，该市有人口7,200人。2011年估计该市有人口7,201人，相比2010年人口增长率为0.01%。同时，论人口该市是科罗拉多州第56大城市。